# Dubica Dolna
Dubica Dolna – wieś w Polsce położona w województwie lubelskim, w powiecie bialskim, w gminie Wisznice.
W latach 1975–1998 miejscowość administracyjnie należała do województwa bialskopodlaskiego. 
Wieś jest sołectwem w gminie Wisznice. Według Narodowego Spisu Powszechnego z roku 2011 wieś liczyła 226 mieszkańców i była siódmą co do wielkości miejscowością gminy.
Wierni Kościoła rzymskokatolickiego należą do parafii Przemienienia Pańskiego w Wisznicach.

## Części wsi
| SIMC    | Nazwa           | Rodzaj    |
| ------- | --------------- | --------- |
| 0021700 | Smolarnia       | część wsi |
| 0021717 | Zarękowszczyzna | część wsi |

## Historia
Dubica (nazywana także Dubice) – obecnie Dubica Dolna i Dubica Górna, w wieku XIX wieś i folwark w powiecie włodawskim gminie i parafii Horodyszcze. Od XVI do XVII wieku wieś była własnością rodziny Dubieńskich. W 1646 roku należała do Teofila określanego Teofila na Dubicach. W 1827 r. było tu 47 domów i 303 mieszkańców. W roku 1886  domów było 74 i  609 mieszkańców. Dobra Dubice składały  się z folwarku i wsi Dubice. Według  opisu z r. 1866 rozległość dworska wynosiła mórg 1775. Wieś Dubice liczyła osad 70 z gruntem  1364 mórg .